# Galium margaritaceum
Galium margaritaceum är en måreväxtart som beskrevs av Anton Joseph Kerner. Galium margaritaceum ingår i släktet måror, och familjen måreväxter. Inga underarter finns listade i Catalogue of Life.